# Sherlock Holmes (serie televisiva)
Sherlock Holmes è una serie televisiva su Sherlock Holmes prodotta dalla BBC tra il 1964 e il 1968. Questo è stato il secondo adattamento per lo schermo di Sherlock Holmes fatto dalla BBC.

## Produzione
Nel 1964, la BBC acquistò i diritti per realizzare alcuni adattamenti delle storie di Sherlock Holmes.
Un adattamento di L'avventura della banda maculata venne commissionato come episodio pilota di una serie di dodici episodi incentrati sulle avventure del celebre detective inglese. Giles Cooper scrisse la sceneggiatura dell'episodio nel quale recitarono Douglas Wilmer nel ruolo di Sherlock Holmes, Nigel Stock in quello di Watson e Felix Felton in quello del Dr. Grimesby Roylott.
L'episodio venne trasmesso come episodio della serie Detective 18 maggio e venne poi ritrasmesso il 25 settembre. Dato il successo ottenuto, Wilmer e Stock furono scritturati per recitare anche nei dodici episodi che sarebbero stati realizzati l'anno seguente.
La serie ottenne grande successo e la BBC si informò sulla disponibilità di Wilmer per interpretare un'altra stagione. Wilmer rifiutò di continuare dopo aver scoperto un piano per ridurre il numero di giorni di prove. La BBC si mise quindi in cerca di un nuovo attore per interpretare Holmes. Andrew Osborn suggerì per il ruolo l'attore John Neville. Neville aveva già interpretato il ruolo nel 1965 nel film Sherlock Holmes: notti di terrore e perfino Nigel Stock ritenne la scelta come ottima. Tuttavia Neville aveva degli impegni con la Nottingham Playhouse e non era quindi in grado di recitare nella serie.
Osborn suggerì allora Eric Porter ma alla fine venne scelto Peter Cushing per interpretare il ruolo di Sherlock Holmes nella serie. Cushing aveva già interpretato Holmes nel 1959 film della Hammer La furia dei Baskerville e come Wilmer era un grande fan di Arthur Conan Doyle.
A differenza della stagione interpretata da Wilmer, questa stagione venne girata a colori. A causa di alcune ristrettezze economiche non fu possibile scritturare celebri attori come Peter Ustinov, George Sanders e Orson Welles per alcuni ruoli nella serie.
Cushing si trovò ad affrontare i problemi che avevano convinto Wilmer ad abbandonare il progetto. Il tempo delle riprese venne tagliato. Cushing dichiarò in seguito che questo influenzò molto negativamente la sua prestazione.
Nonostante il successo della seconda stagione e la voglia di Andrew Osborn di realizzarne una terza basata sulle storie contenute in The Exploits of Sherlock Holmes di Adrian Conan Doyle e John Dickson Carr, la stagione non venne mai realizzata.

## Episodi
| Stagione         | Episodi    | Prima TV UK | Prima TV Italia |
| ---------------- | ---------- | ----------- | --------------- |
| Prima stagione   | Pilot + 12 | 1965        |                 |
| Seconda stagione | 16         | 1968        |                 |